# Mimostedes vagemaculatus
Mimostedes vagemaculatus är en skalbaggsart som beskrevs av Stefan von Breuning 1970. Mimostedes vagemaculatus ingår i släktet Mimostedes och familjen långhorningar. Inga underarter finns listade i Catalogue of Life.